# 阿拉伯鴕鳥
阿拉伯鴕鳥（學名：Struthio camelus syriacus）是一種已滅絕的鴕鳥亞種，曾生活在阿拉伯半島及近東。

## 分佈

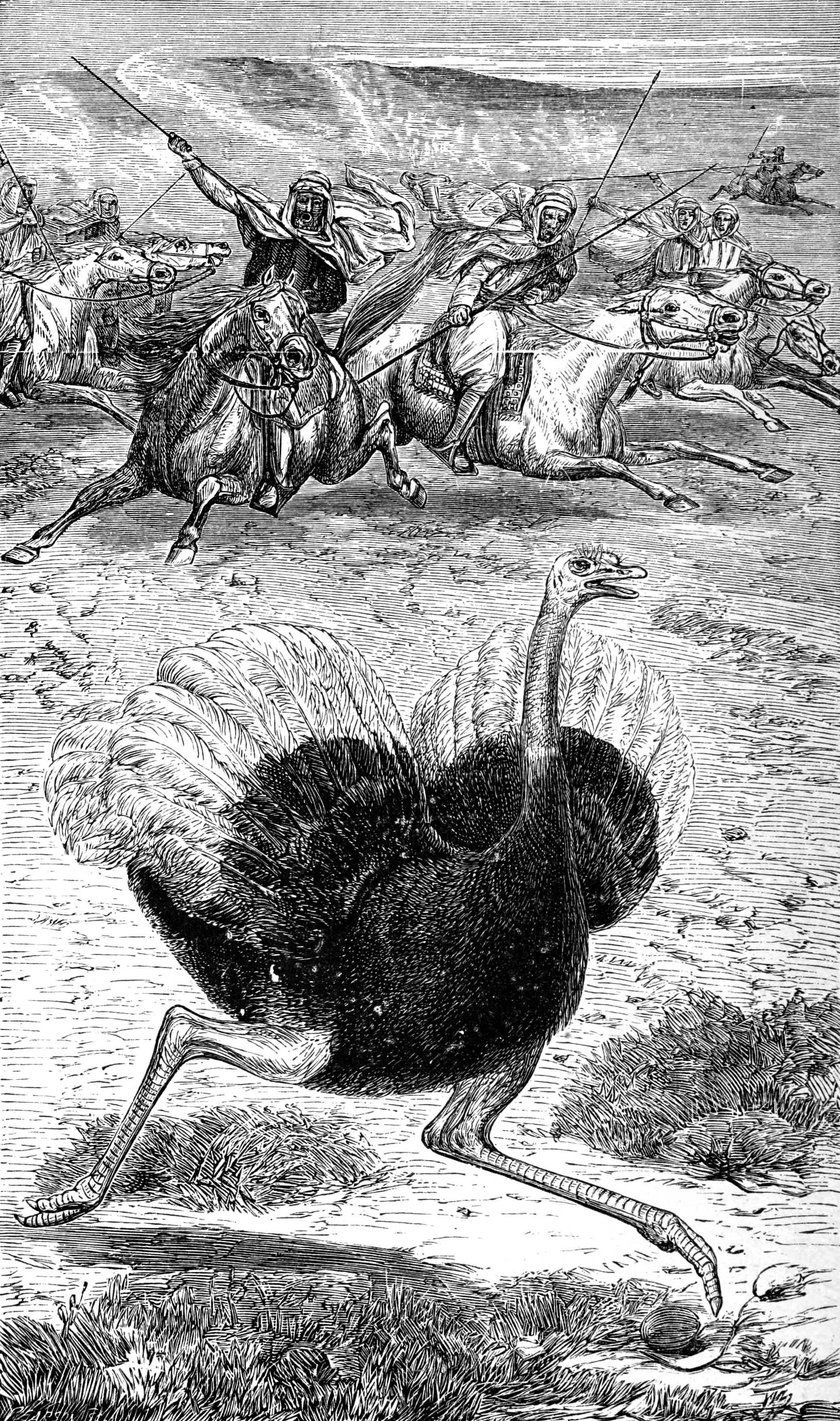
一幅於1877年所繪的圖，圖中的巴勒斯坦人正在獵捕一隻阿拉伯駝鳥

阿拉伯鴕鳥原有的分佈地應該是連續的，但因阿拉伯半島的乾涸而從阿拉伯沙漠消失。牠們可以分為兩個子群，包括位於阿拉伯半島東南較細小的子群，與位於沙地阿拉伯、約旦、伊拉克及敘利亞邊境交界較大的子群。在西奈半島，牠們早期可能是與北非的北非鴕鳥統合。在外觀兩者很相近，唯一分別之處在於阿拉伯鴕鳥較為細小。

## 文化
阿拉伯鴕鳥在當地的文化中有著悠久及重要的地位。在近利雅德的史前石洞壁畫上就刻有一隻成年的阿拉伯鴕鳥及11隻雛鳥。在新亞述帝國的美索不達米亞，牠們是祭牲，並會被繪畫在杯子或其他用鴕鳥蛋造成的工藝品上，出售遠至伊特魯利亞。
根據《約伯記》及《耶利米哀歌》中，都有描繪阿拉伯鴕鳥為不好的雙親，因牠們會留下蛋在巢中，故在猶太文化中，牠們並不怎麼值得嘉許。阿拉伯鴕鳥亦可能是屬於《利未記》內所述「不潔淨」或不符合教規的食物。
在羅馬帝國時期，鴕鳥會在狩獵競技中被獵殺，或作為食物，不過較有可能是北非鴕鳥，而非阿拉伯鴕鳥。阿拉伯鴕鳥的羽毛則在女帽中被視為較北非鴕鳥的高尚。
穆斯林的興起令阿拉伯鴕鳥成為財富及高貴的象徵。狩獵鴕鳥成為貴族及富商的餘興節目，牠們的蛋、羽毛及皮革則大量被用在手工業上。活生生的阿拉伯鴕鳥及其製成品都被出口遠至中國。唐朝就曾有紀錄有關阿拉伯鴕鳥的模樣。在阿拉伯帝國時期，阿拉伯鴕鳥就曾在一些著作中被討論，如賈希茲（‎）的《動物書》等。

## 滅絕
阿拉伯鴕鳥一直都是被獵殺的對象，加上後來先進的武器投產，情況就更為惡化，最終導致牠們的滅絕。到了20世紀初，阿拉伯鴕鳥已經很稀少。牠們最後的堡壘是敘利亞沙漠以北的內佛得北部，介乎北緯34°-25°、東經38°至幼發拉底河河谷，在焦夫省數量最為豐富，與同樣已經滅絕的沙特瞪羚及很稀少的阿拉伯羚一同生活。於1928年、1941年、1948年及1966年都有指見到阿拉伯鴕鳥。南方小群於1900年代至1920年代間消失，可能是因加劇的乾旱所致，但仍存有一些蛋的遺骸。約於1931年，哈利·聖約翰·費爾比（St. John Philby）在阿拉伯發現了一些蛋殼碎片。
根據粒線體DNA的分析顯示，阿拉伯鴕鳥與北非鴕鳥是近親，於是在沙特阿拉伯正將北非鴕鳥來重新引入到這個地區。索馬里鴕鳥亦有被引入以色列以往阿拉伯鴕鳥生活的地方。